# Халиф-аист (мультфильм)
«Халиф-аист» — советский рисованный мультфильм, снятый по одноимённой сказке (1825) Вильгельма Гауфа.

В 1981 году Валерий Угаров экранизировал таинственную сказку Вильгельма Гауфа «Халиф-аист», где заглавную роль озвучил Иннокентий Смоктуновский. Здесь режиссёр увлёкся изобразительной стороной (художники Владимир и Галина Зуйковы), направив накал страстей в более серьёзное русло.— Сергей Капков

## Сюжет
Добросердечный халиф любуется своим садом, в котором он собрал самых разных и удивительных животных. Но больше всего среди них он очарован аистами — ему интересно, о чём те говорят, и он мечтает обладать их крыльями. В тот же миг его рассуждения прервал странный человек, каким-то образом проникший в его сад и попытавшийся похитить одного из аистов.
В личных вещах пойманного вора халиф случайно находит шкатулку с таинственным порошком и запиской на латинском языке. Вор, которому принадлежит эта шкатулка, оказывается злым колдуном. Замаскировавшись под одного из придворных, он раскрывает халифу тайну порошка: он позволяет превращаться в любое животное и понимать язык зверей, — достаточно вдохнуть порошка и произнести волшебное слово «мутабо́р». Для обратного превращения нужно снова произнести то же самое слово. Однако есть условие: под действием порошка ни в коем случае нельзя смеяться, ибо тогда волшебное слово будет забыто.
Сначала халиф превращается в рыбу, потом — в паука, и, наконец, в аиста. В облике аиста он разговаривает с аистихой и танцует с ней. Одурманенный радостью, главный герой забывает об условии и смеётся. В то же мгновение он забывает и волшебное слово «мутабо́р», и теперь не может снова стать человеком.
В отчаянии халиф оказывается в окрестностях и случайно находит саламандру, с которой случилось такое же несчастье. Однако она знает, где можно найти дворец злого колдуна. Прокравшись в обитель своего врага, они наблюдают за тем, как колдун пирует с другими злыми волшебниками и превращает животных в некое подобие людей, которых затем делает своими слугами на потеху гостей. Халиф и саламандра подслушивают волшебное слово и вновь становятся людьми.
Халиф делает предложение руки и сердца бывшей саламандре, оказывающейся ныне прекрасной феей. Однако последняя отказывает халифу, сославшись на необходимость помощи заколдованным животным. Халиф возвращается в свой дворец и выпускает на волю птичку, которая томилась у него в клетке.

## Роли озвучивали
- Иннокентий Смоктуновский — халиф
- Наталья Селезнёва — аистиха
- Инна Чурикова — фея
- Василий Ливанов — злой колдун
- Юрий Яковлев — визирь халифа
- Гарри Бардин — волшебники
- Зинаида Нарышкина — колдунья / рыбки

## Создатели
Приведены по титрам мультфильма.
- Авторы сценария: Анатолий Петров, Валерий Угаров
- Режиссёр: Валерий Угаров
- Художники-постановщики: Владимир Зуйков, Галина Зуйкова
- Музыка: Вячеслава Артёмова
- Оператор: Михаил Друян
- Звукооператор: Владимир Кутузов
- Художники-мультипликаторы: Татьяна Фадеева, Юрий Кузюрин, Александр Мазаев, Александр Горленко, Наталия Богомолова, Антонина Алёшина, Владимир Захаров, Марина Рогова, Олег Комаров, Елена Малашенкова
- Ассистент режиссёра: Татьяна Митителло
- Монтажёр: Маргарита Михеева
- Художники: Светлана Давыдова, Виктор Чугуевкий, Игорь Олейников, Е. Качкова, Ирина Литовская, Ирина Собянина, Татьяна Зворыкина
- Редактор: Елена Никиткина
- Директор картины: Любовь Бутырина

## Награды
- 1982 — 15-й Всесоюзный кинофестиваль (Таллин):[2]
  - 2-я премия киностудии «Союзмультфильм» за программу мультфильмов: «Халиф-аист», «Бибигон», «Ивашка из Дворца пионеров», «Тайна третьей планеты», «Тигрёнок на подсолнухе».
  - Диплом режиссёру Валерию Угарову за мультфильм «Халиф-аист».

## Издание на видео
В СССР, позже — России в 1990-е годы мультфильм выпущен на VHS кинообъединением «Крупный план» в сборнике мультфильмов «Наследство волшебника Бахрама» (1975) и «Пёс в сапогах» (1981). До середины 1990-х Studio PRO Video выпускало этот мультфильм на VHS в сборнике мультфильмов, куда также входили фильмы: «Дикие лебеди» (1962), «Золушка» (1979), «Дюймовочка» (1964), «Гадкий утёнок» (1956), «Стойкий оловянный солдатик» (1976) и «Кентервильское привидение» (1970). С середины 1990-х мультфильм выпускался на VHS изданием «Союз видео».